# Дуйшобеков, Бахтияр
Бахтияр Дуйшобеков (кирг. Бактыяр Дүйшөбеков; 3 июня 1995, с. Курменты, Тюпский район, Иссык-Кульская область) — киргизский футболист, опорный полузащитник клуба «Мурас Юнайтед» и сборной Кыргызстана.

## Клубная карьера
Воспитанник футбольной секции города Токмок, затем занимался в юношеских командах «Абдыш-Аты».
В 2012 году выступал в высшей лиге Кыргызстана за «Динамо МВД», в 2015 году за «Абдыш-Ату».
В феврале 2016 года подписал контракт с белорусским клубом «Крумкачы» до конца года, но ни разу не вышел на поле. Позднее играл за границей в турецком «Эгирдирспоре», малайзийском «Келантане» и бангладешском «Башундхара Кингз». На родине выступал за «Абдыш-Ату» и «Дордой».

## Карьера в сборной
Выступал за молодёжную сборную Кыргызстана.
С 2015 года играет за национальную сборную, дебютный матч провёл 11 июня 2015 года против сборной Бангладеш. Первый гол забил в своём четвёртом матче, в ворота команды Таджикистана.
Участник Кубка Азии 2019 года, появился на поле два раза — в концовке матча с Южной Кореей и в дополнительное время в игре 1/8 финала против сборной ОАЭ.

## Достижения
- Обладатель Кубка Кыргызстана: 2023